# Ophryotrocha bacci
Ophryotrocha bacci är en ringmaskart som beskrevs av Parenti 1961. Ophryotrocha bacci ingår i släktet Ophryotrocha och familjen Dorvilleidae. Arten är reproducerande i Sverige. Inga underarter finns listade i Catalogue of Life.